# Mcgurkeffect
Het mcgurkeffect is een waarnemingsverschijnsel dat een interactie tussen gehoor en zicht aantoont bij spraakwaarneming. De illusie treedt op wanneer het auditieve component van het ene geluid wordt gekoppeld aan het visuele component van een ander geluid, wat leidt tot de waarneming van een derde geluid. De visuele informatie die iemand krijgt door een persoon te zien spreken, verandert de manier waarop ze het geluid horen. Als iemand slechte auditieve informatie krijgt maar goede visuele informatie, kunnen ze eerder het mcgurkeffect ervaren. Vermogen tot integratie van audio- en visuele informatie kan ook van invloed zijn op of iemand het effect zal ervaren. Mensen die beter zijn in sensorische integratie blijken vatbaarder te zijn voor het effect. Veel mensen worden op verschillende manieren beïnvloed door het mcgurkeffect, gebaseerd op diverse factoren, waaronder hersenbeschadiging en andere aandoeningen.

## Achtergrond
Het werd voor het eerst beschreven in 1976 in een artikel van Harry McGurk en John MacDonald, getiteld "Hearing Lips and Seeing Voices" in Nature (23 december 1976). Dit effect werd per ongeluk ontdekt toen McGurk en zijn onderzoeksassistent, MacDonald, een technicus vroegen om een video te voorzien van een ander foneem dan degene die werd uitgesproken tijdens een studie naar hoe baby's taal waarnemen in verschillende ontwikkelingsfasen. Toen de video werd afgespeeld, hoorden beide onderzoekers een derde foneem in plaats van degene die werd uitgesproken of gemimed in de video.
Dit effect kan worden ervaren wanneer een video van de productie van één foneem wordt voorzien van een geluidsopname van een ander foneem dat wordt uitgesproken. Vaak is het waargenomen foneem een derde, tussenliggend foneem. Als voorbeeld worden de lettergrepen /ba-ba/ uitgesproken over de mond- en lipbewegingen van /ga-ga/, en de waarneming is van /da-da/. McGurk en MacDonald geloofden oorspronkelijk dat dit voortkwam uit de gemeenschappelijke fonetische en visuele eigenschappen van /b/ en /g/. Twee soorten illusies als reactie op niet-overeenkomende audiovisuele stimuli zijn waargenomen: fusies ('ba' auditief en 'ga' visueel resulteren in 'da') en combinaties ('ga' auditief en 'ba' visueel resulteren in 'bga'). Dit is een poging van de hersenen om het bewustzijn te voorzien van de beste inschatting van de binnenkomende informatie. De informatie die binnenkomt via de ogen en oren is tegenstrijdig, en in dit geval hebben de ogen (visuele informatie) een groter effect gehad op de hersenen, waardoor de fusie- en combinatieresponsen zijn gecreëerd.
Visie is de primaire zintuiglijke waarneming voor mensen, maar spraakwaarneming is multimodaal, wat betekent dat het informatie omvat van meer dan één zintuiglijke modaliteit, met name gehoor en zicht. Het mcgurkeffect ontstaat tijdens fonetische verwerking omdat de integratie van audio- en visuele informatie vroeg in de spraakwaarneming plaatsvindt. Het mcgurkeffect is zeer robuust; dat wil zeggen, kennis erover lijkt weinig invloed te hebben op de waarneming ervan. Dit is anders dan bepaalde optische illusies, die uiteenvallen zodra men er "doorheen" kijkt. Sommige mensen, waaronder degenen die het fenomeen al meer dan twintig jaar bestuderen, ervaren het effect zelfs wanneer ze zich ervan bewust zijn dat het plaatsvindt. Met uitzondering van mensen die de meeste gesproken taal kunnen identificeren alleen door liplezen, zijn de meeste mensen behoorlijk beperkt in hun vermogen om spraak te identificeren aan de hand van alleen visuele signalen.
Een uitgebreider fenomeen is het vermogen van visuele spraak om de verstaanbaarheid van gehoorde spraak te vergroten in een lawaaiige omgeving. Zichtbare spraak kan ook de perceptie van perfect hoorbare spraakgeluiden veranderen wanneer de visuele spraakstimuli niet overeenkomen met de auditieve spraak. Normaal gesproken wordt spraakwaarneming beschouwd als een auditief proces; echter, ons gebruik van informatie is direct, automatisch en grotendeels onbewust en daarom is, ondanks wat algemeen wordt aanvaard als waar, spraak niet alleen iets wat we horen. Spraak wordt waargenomen door alle zintuigen die samenwerken (zien, aanraken en luisteren naar een bewegend gezicht). De hersenen zijn zich vaak niet bewust van de afzonderlijke zintuiglijke bijdragen van wat het waarneemt. Daarom kan de hersenen bij het herkennen van spraak niet differentiëren of het de binnenkomende informatie ziet of hoort.
Het is ook onderzocht in relatie tot getuigenverklaringen. Het onderzoek van Wareham en Wright uit 2005 toonde aan dat inconsistente visuele informatie de perceptie van gesproken uitingen kan veranderen, wat suggereert dat het mcgurkeffect veel invloeden kan hebben in de alledaagse waarneming. Niet beperkt tot lettergrepen, kan het effect optreden in hele woorden en een invloed hebben op dagelijkse interacties waar mensen zich niet van bewust zijn. Onderzoek op dit gebied kan informatie bieden over niet alleen theoretische vraagstukken, maar ook therapeutische en diagnostische relevantie bieden voor mensen met stoornissen met betrekking tot auditieve en visuele integratie van spraaksignalen.